# Universidade de Lviv
A Universidade de Lviv (em ucraniano: Львівський університет, em polonês: Uniwersytet lwowski ou oficialmente Universidade Nacional Ivã Franco de Leópolis (em ucraniano: Львівський національний університет імені Івана Франка) foi fundada em 1661, sendo a mais antiga universidade que funcionou continuamente na Ucrânia. Está localizada na cidade histórica de Lviv, no Óblast de Leópolis, no oeste da Ucrânia.
Sua colocação mundial foi 2223ª (4ª na Ucrânia), pelo Ranking Web of World Universities de julho de 2009.

## História

### Início
A universidade foi fundada em 20 de janeiro de 1661, quando o rei da Polônia João II Casimiro Vasa emitiu o diploma garantindo ao colégio jesuíta da cidade, fundado em 1608, "a honra de academia e o título de universidade". Os jesuítas haviam tentado criar a universidade anteriormente, em 1589, mas não conseguiram. A criação de outro colégio na Polônia foi vista como uma ameaça pelas autoridades da Universidade Jaguelônica de Cracóvia, que não desejavam um rival e por muitos anos frustraram os planos dos jesuítas.